# Rogowo (gmina Staroźreby)
Rogowo – wieś sołecka Nw Polsce położona w województwie mazowieckim, w powiecie płockim, w gminie Staroźreby.
| SIMC    | Nazwa   | Rodzaj    |
| ------- | ------- | --------- |
| 0576970 | Falęcin | część wsi |
| 0576987 | Rogówko | część wsi |

W latach 1975–1998 miejscowość należała administracyjnie do województwa płockiego.